# 고딕 패션

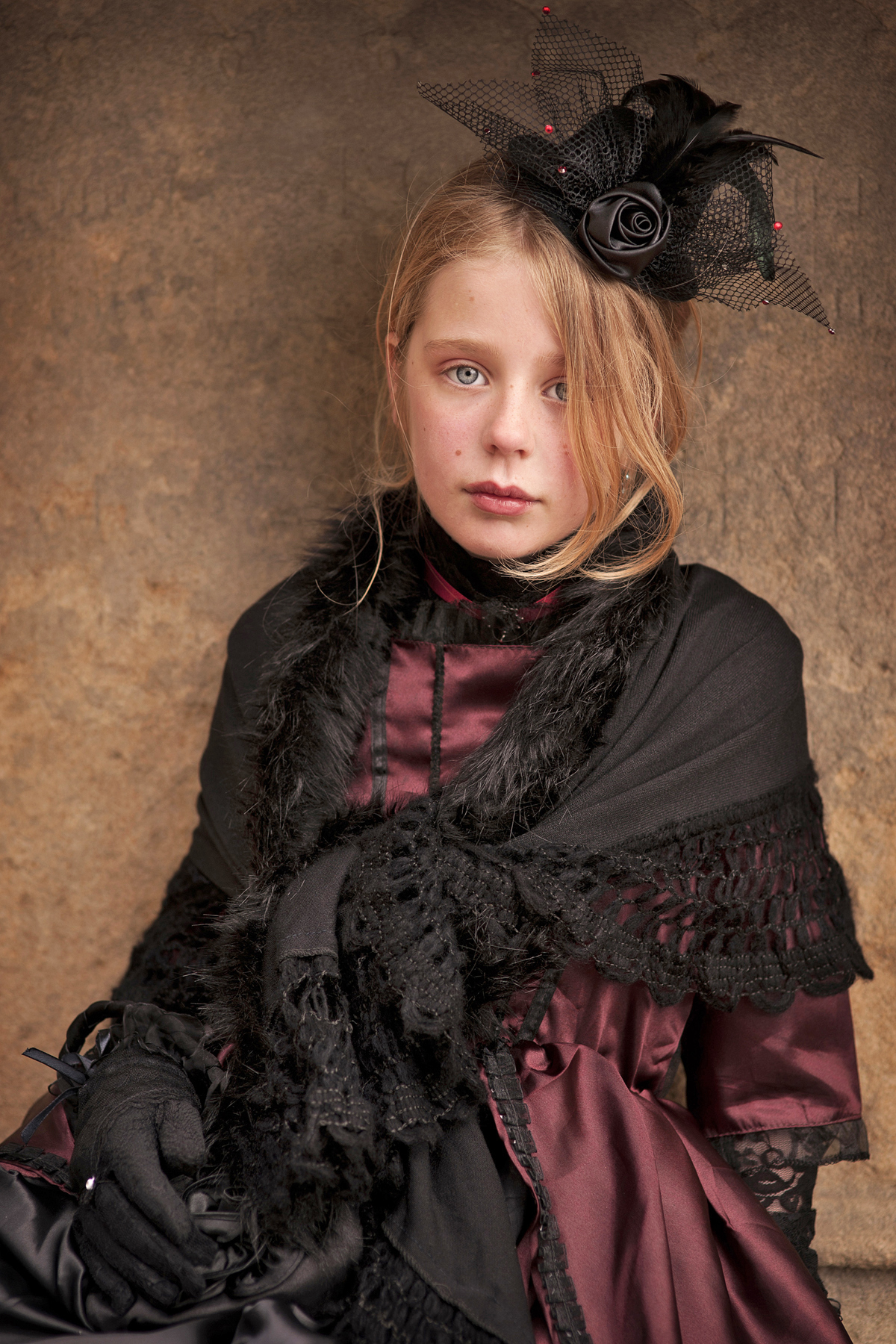
2013년의 위트비 고딕주로 빅토리아 시대적인 고딕 패션을 입는 소녀.

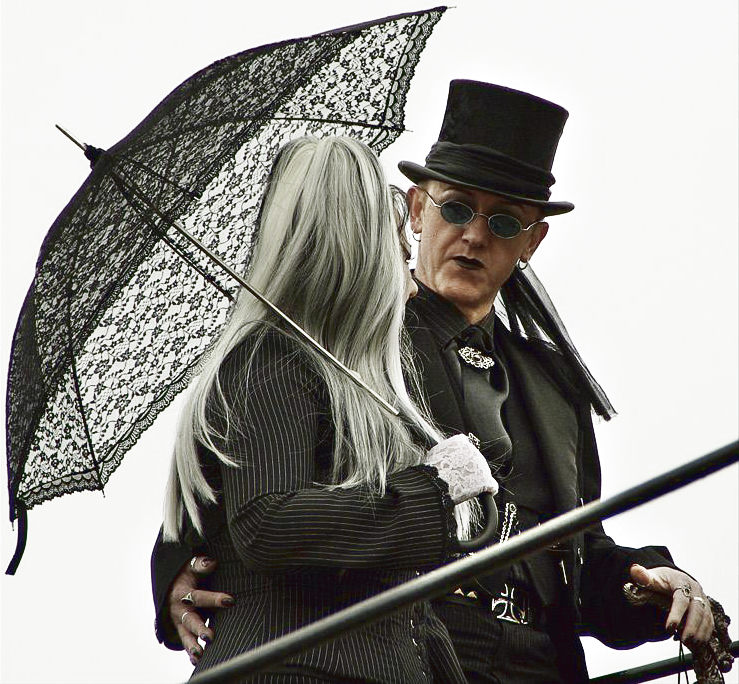
고딕 패션의 연인

고딕 패션(Gothic Fashion)은 패션 스타일의 하나이다.

## 명칭의 의미
고딕의 이름은 중세 유럽의 폐허(주로 교회, 타테, 시로 등)를 무대에 전개되는 호러가 섞인 모험담을 소재로 한 고딕 소설로부터 빼앗겼다.
표도르 도스토옙스키, 단테 알리기에리, 브람 스토커(드라큘라), 프랑켄슈타인, 에드거 앨런 포 등의 고딕 소설 및 영화 작품이 현재의 고딕 패션의 이미지의 원점이라고 되고 있다.
소설로부터 탄생한 패션에는 그 밖에, 가까운 미래나 SF를 컨셉으로 한 사이버 펑크 소설로부터 탄생한 사이버 패션이나, 19세기의 영국에서 발달한 증기 기관이 더욱 발전한 상상상의 미래를 무대로 한 스팀펑크 소설의 스팀펑크 패션 등이 있다.
일반적으로 고딕은 중세 유럽의 건축 양식을 가리키는 말이지만, 그와는 크게 다르다. 명칭으로부터 「고딕 시대의 패션을 재현한 것」이라 해석하는 사람도 있지만, 고딕 패션의 스타일은 고딕 소설의 등장 인물이 바탕으로 되어 있어 고딕 건축이나 중세 유럽을 충실히 참고에는 하지 않는 것이 대부분이다.
해외에서는 주로 고딕 락의 팬과 연결시킬 수 있지만, 고딕 패션을 몸에 감긴 사람 모든 것이 고딕 락의 팬이라는 것은 아니다. 또, 한국과 일본의 고딕 패션의 애호자는 고딕 메탈이나 고딕 락을 듣지 않는 인간이 대부분이다. 한층 더 말하면, 고딕 메탈이나 고딕 락은 고딕 패션보다, 좀 더 후에 탄생한 문화이다.

## 개설
고딕 패션은 미국·프랑스·독일·영국 등에서 일부의 인간에게 애호되어 또 일본에도 그것을 좋아하는 인간은 존재하고 있다. 고딕 패션 및 그것을 둘러싼 문화 현상은 비판적인 물건도 많지만, 긍정적인 것도 다수 존재한다.
일본에서는 고스(Goth)는 고딕(Gothic)의 약칭으로서 사용되는 것이 많지만, 이것은 해외에서는 약칭은 아니고 「고딕적(사상·복장)인 사람들」을 가리킨 말이 된다. 상술한 대로, 고딕 패션을 하고 있는 인간이 반드시 고딕적인 사상을 가지고 있는 것이 아니고, 또 고딕적인 사상을 가지는 인간이 반드시 고딕 패션을 하고 있다고는 할 수 없다.

## 전형적인 스타일

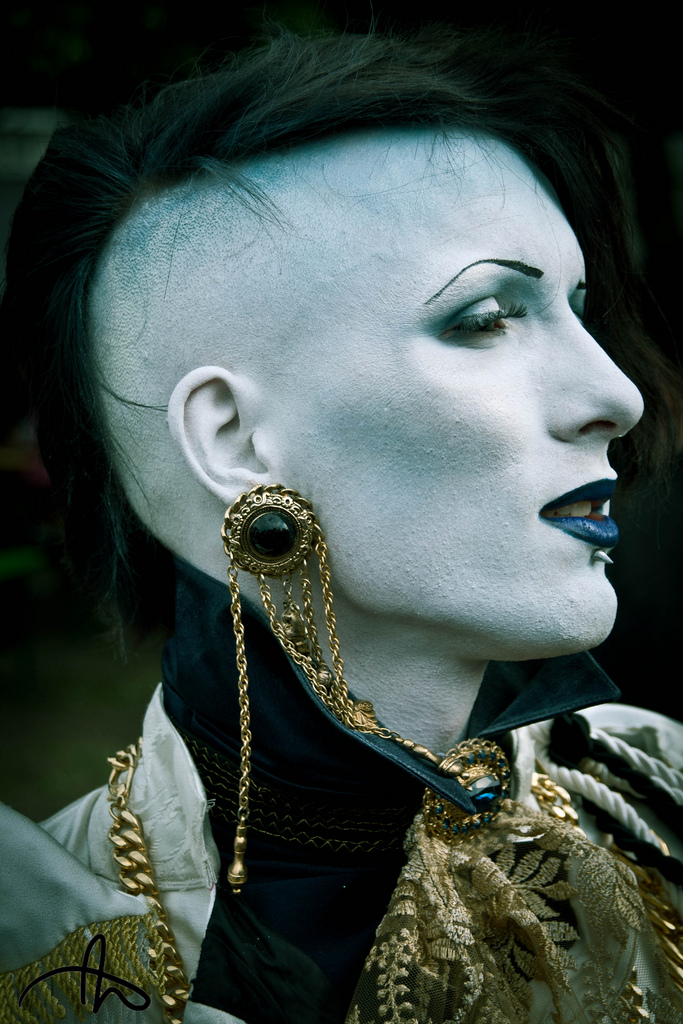
de:Wave-Gotik-Treffen. 고딕 락적인 흰색 칠화장.

고딕이 파생한 장르에 의해서 패션도 복수의 패턴이 존재한다.
원래의 고딕 패션은 고딕 소설이나 고딕 소설을 바탕으로 한 영화에 등장하는 근세의 귀족과 같은 복장을 가리켜, 롱 드레스에 코르셋, 슈트, 클래식인 셔츠에 팬츠, 타이나 롱 부츠 등을 몸에 댄다. 그 밖에도 악마나 마녀, 흡혈귀 등을 연상되는 아이템이 선호된다.
고딕 락이나 메탈 등 음악으로부터 파생한 패션은 마릴린 맨슨과 같은 시체나 흡혈귀를 생각하게 하는 흰색 칠의 화장에, 눈의 주위에 검고 진한 아이섀도우를 발라, 흑발에 전신진흑의 옷감이 충분히로 한, 혹은 슈트와 같이 제대로 몸의 라인을 강조하는 복장, 한층 더 악마성을 강조한 실버의 액세서리 등을 붙인다. 미국에서는 현재 팝 펑크 밴드나 에모코아반드의 대부분이 고딕 패션에 영향을 받은 것 같은 패션을 하고 있는 사람이 대부분(예를 들면 현재의 그린 데이, 마이 케미컬 로맨스, 굿드샤롯트와 같은 패션) 미국에서는 그러한 밴드의 영향을 받은 것 같은 패션이 일반적으로 유명하고, 그 때문에 고딕 패션과 혼동되어 수납하기 쉽다. 오히려, 그러한 패션이 인기가 있어, 근년의 미국에서는 정통인 고스가 감소하고 있는 것이 현상이다. 여성의 경우, 본디지 스타일과 같은 노출도의 높은 의류를 몸에 걸치는 경우도 있어, 머리카락의 색도 흑발·금발·녹색 등 패턴화하고 있다. 기본적으로 흰색이나 흑 등 흑백인 색조의 복장이 많지만 빨강이나 파랑, 핑크 등 화려한 색조의 고딕 패션도 있다.
고딕 패션도 전술과 같은 예에 들어가지 않고, 날마다 다양화, 국제화 있어, 이것이 「고딕」이라고 정의하는 것을 어렵게 하고 있다.

## 일본의 고딕 문화
상술한 대로, 구미의 고딕 패션은 고딕 메탈 등의 음악에 영향을 받은 것이 주류이며, 불건전함이나 반도덕성이 강조되어 펑크 패션과 같은 반체제적인 과격함을 가져, 고무 소재나 모히칸, 코 피어스, 타투 등의 중핵인 인상을 제삼자에게 주는 것이 고딕이라고 되고 있다. 또, 특히페티쉬 요소가 없는 고딕 패션에서도, 일반적인 캐쥬얼인 옷과 같은 정도에는 피부를 노출하는 것이 보통이다.
한편, 일본의 고딕 패션은 해외에 비해, 극단적으로 피부의 노출을 피하는 경향에 있어, 오히려 노출하지 않는 복장이, 보다 고딕인것 같다고 생각되고 있다. 또, 고스로리에 영향을 받은 것 같은 레이스나 프릴, 밧스르스카트나 코르셋 같은 귀족과 같이 드레시한 것이 주류이며, 구미에서 볼 수 있는 하드한 인상을 주는 고딕 패션은 별로 보지 못하고, 오히려 로맨틱한 것이 대부분이다.
일본의 고딕 무브먼트는 옛날에는 1980년대로 거슬러 올라가, AUTO-MOD나 후르즈메이트 초대 편집장 키타무라 아키라사가 인솔하는 트랜스 레코드 소속의 밴드의 등장에 의해, 일본에서도 일시적이지만 서브 컬처로서 고딕 무브먼트가 있었다. 이 무브먼트는 후의 비주얼계 밴드의 등장에도 크게 관련되는 일이 된다.
YOSHIKI나 키요하루, 하이도, LUNA SEA, BUCK-TICK의 멤버도 바우하우스 등에 대표되는 밴드의 고딕 무브먼트에 영향을 받아 자신의 복장에 도입하는 등 있었다.

### 고딕 앤 로리타와 고딕 패션의 관계

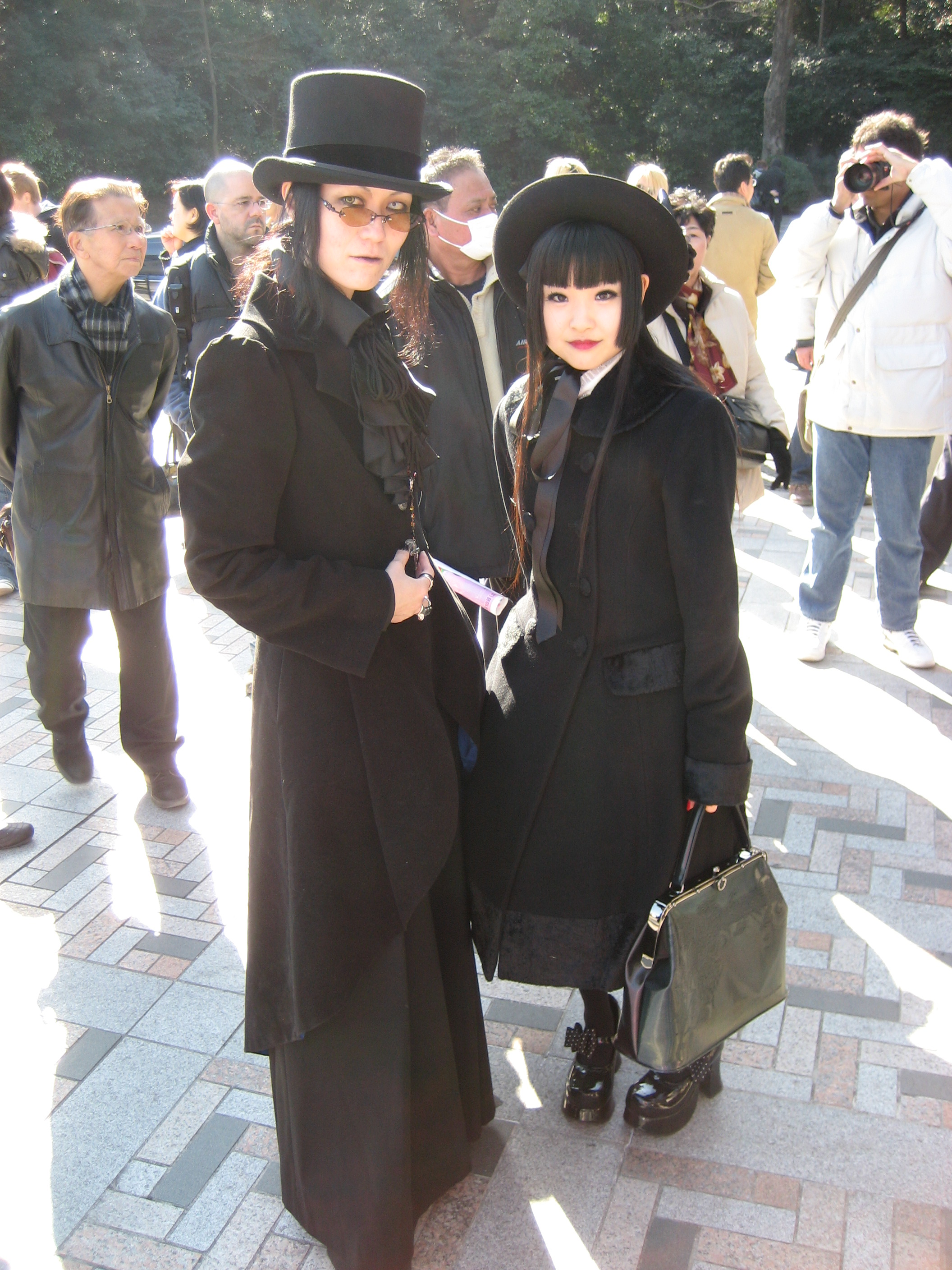
고딕 패션의 남성(왼쪽)과 고딕 앤 로리타의 여성(오른쪽)

그 후, 일본에서는 고딕 패션을 로리타 패션과 조합한 고딕 앤 로리타가 태어난다.
고딕 앤 로리타 패션의 고딕의 요소란 클래시컬계 로리타의 「클래시컬」이나 판크로리타의 「펑크」와 같이, 모티프나 색조에만 밤 매우 애매한 정의이며, 고딕 패션의 실루엣은 고딕 앤 로리타에서는 받아들여지지 않았다. 또, 원래 고딕 앤 로리타로 표현되는 「고딕」의 요소와 구미 등 해외에서 표현되는 고딕 패션의 「고딕」의 요소와는 미묘하게 의미가 다르다.
고딕 앤 로리타는 고딕 패션보다 로맨틱하고 센티멘탈, 나이브인 요소가 강하다. 고딕 앤 로리타는 고딕 패션에 로리타옷의 테이스트를 더했다는 것보다도, 로리타 패션으로 표현되는 정신성을 기반으로 고딕 패션을 인용해, 거두어 들인 복장말해 그 때문에, 다크 칼라의 장미나 탐미인 나비라고 한, 고딕보다, 그야말로 로리타 패션의 소녀를 좋아할 것 같은 고딕 소설의 요소가 고스로리에서는 강조되고 있다.
그 때문에, 해외의 고딕 패션(및 고딕 락, 고딕 메탈의 팬)의 애호자와 특정의 사상을 가지지 않는 현재의 "고스로리" 세대에 어긋남이 태어나는 것도 적지 않다. 다만, 일본의 고딕 패션의 애호가는 「고스로리」로부터 영향을 받은 것이 대부분이며, 혼동되는 것을 싫어하는 사람은 있지만, 고스로리를 극단적으로 덮어 놓고 싫어하는 사람은 일본의 고딕 문화에서는 소수파이다.
현재, 일반적으로는 고딕 패션보다 고딕 로리타 패션이 유명하고, 세상에서 말하는 "고스로리"와 혼동되기 십상이다. 또, 고딕 패션의 생각이 일부의 비주얼계 밴드에 받아들여지고 있으므로, 비쥬얼계 밴드의 의상 코스프레라고 파악해 버리기도 한다(고딕, 고딕 패션의 애호자는 고딕 로리타나 비쥬얼계 밴드의 의상과 혼동 되는 것을 싫어한다). 또, 펑크 패션과의 혼동도 볼 수 있다.

## 대표적인 고딕 패션이 등장하는 영화작품
- 크로우 비상 전설 (1994년, 미국)
- 더 크라프트 (1996년, 미국)
- 엔트런스 (2000년, 미국)
- 퀸 오브 더 뱀파이어 (2002년, 미국)
- 트리플 X (2002년, 미국)

## 같이 보기
- 고딕 양식
- 고딕 소설
- 고딕 메탈
- 고딕 앤 로리타
- 고스 (하위문화)